# Massachusetts General Court

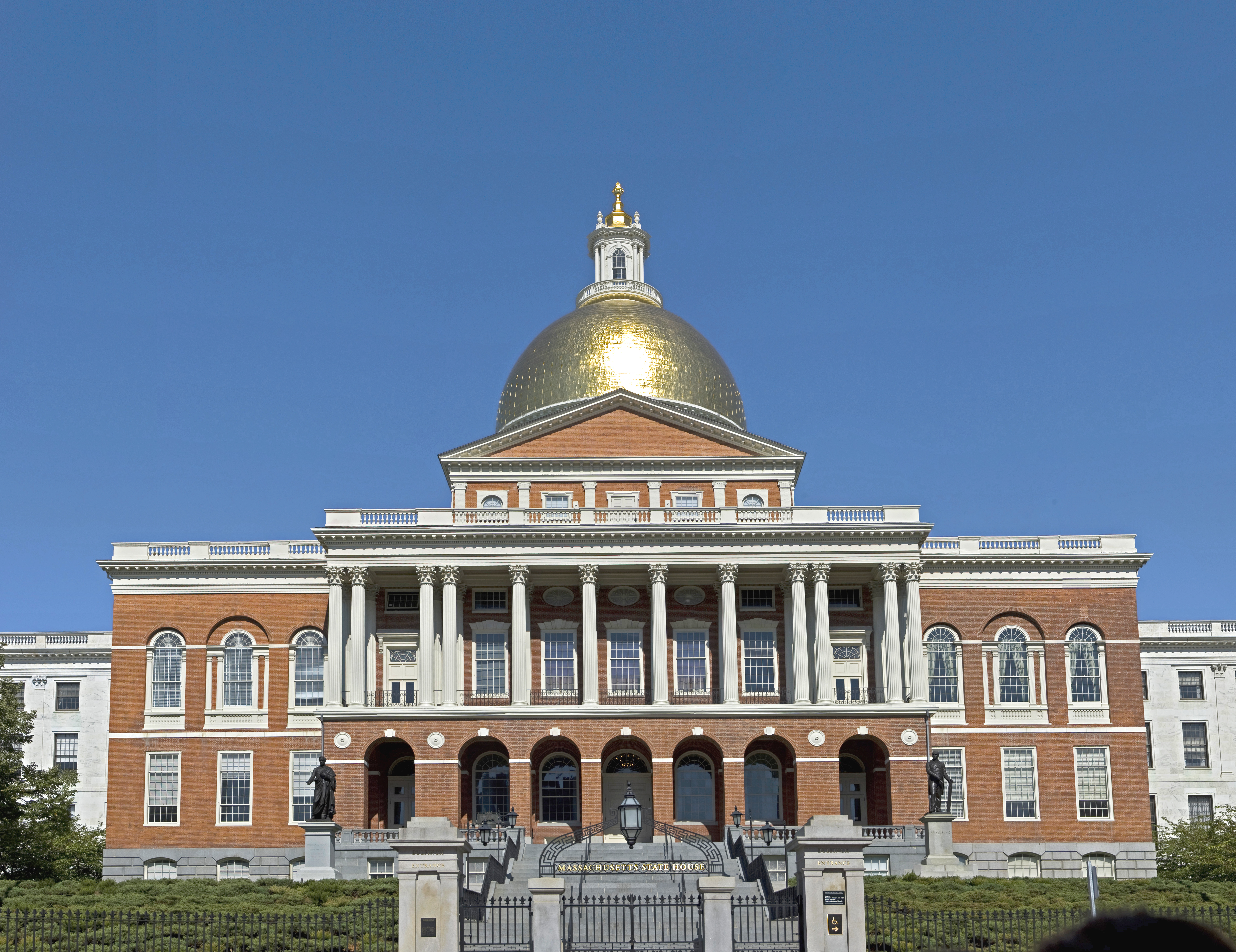
Massachusetts State House på Beacon Hill i Boston.

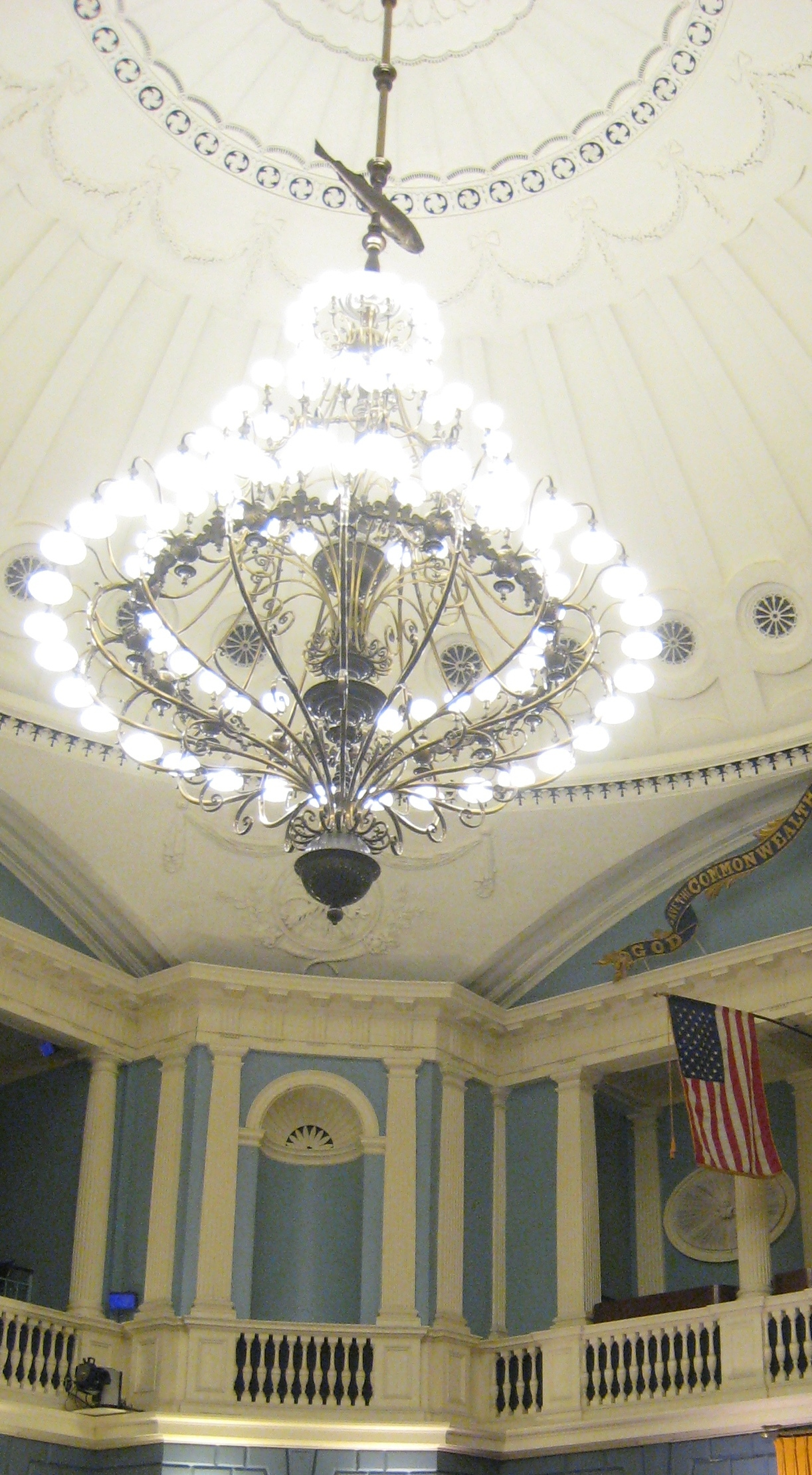
Massachusettssenatens plenisal. Ovanför kristallkronan finns The Holy Mackerel, en av två fiskskulpturer i General Court till minne av atlantfisket.

Massachusetts General Court (formellt The General Court of Massachusetts) är det lagstiftande organet i den amerikanska delstaten Massachusetts. Det är indelat i två kamrar, senaten (Massachusetts Senate) med 40 ledamöter och representanthuset (Massachusetts House of Representatives) med 160 ledamöter, och sammanträder i Massachusetts State House på Beacon Hill i Boston.
Bägge kamrarnas ledamöter har mandatperioder om två år. Representanthusledamöterna representerar vardera en valkrets med ungefär 40 000 invånare. År 2013 var 128 ledamöter demokrater och 32 republikaner. Massachusetts är indelat i 40 valkretsar vid val till delstatssenaten. Per 2013 bestod senaten av 36 demokrater och fyra republikaner.
Namnet The General Court ’allmänna domstolen’ är en kvarleva från tiden när Masschusetts var en brittisk koloni (Massachusetts Bay-kolonin), vars koloniala parlament jämte lagstiftningsarbetet också fungerade som appellationsdomstol.